# Maya Sar
Maya Sar, właśc. Maja Sarihodžić de mono Hodžić (ur. 12 lipca 1981 w Tuzli) – bośniacka piosenkarka i kompozytorka, reprezentantka Bośni i Hercegowiny podczas 57. Konkursu Piosenki Eurowizji (2012).

## Życiorys

### Wczesne lata
Urodziła się w Tuzli jako pierwsze dziecko swoich rodziców. Ma młodszego brata, Srđana. Przez kilka lat mieszkała ze swoją rodziną w Pećinci.
W 2005 ukończyła studia licencjackie na Akademii Muzycznej Uniwersytetu Sarajewskiego w Sarajewie w klasie fortepianu. Wtedy przybrała pseudonim Maya Sar. Przed rozpoczęciem solowej kariery muzycznej była chórzystką takich artystów, jak m.in. Dino Merlin, Hanka Paldum czy Emina Jahović.

### Kariera muzyczna
W styczniu 2010 wydała swój debiutancki singiel „Nespretno”. W maju 2011 wystąpiła jako chórzystka Dino Merlina podczas jego występu w 56. Konkursie Piosenki Eurowizji w Düsseldorfie.
W grudniu 2011 została ogłoszona reprezentantką Bośni i Hercegowiny w 57. Konkursie Piosenki Eurowizji organizowanym w maju 2012 w Baku. W marcu 2012 zaprezentowała swoją konkursową propozycję „Korake ti znam”, którą stworzyła razem ze swoim mężem, Mahirem Sarihodžiciem, oraz włoskim producentem Adriano Pennino. 24 maja wystąpiła w drugim półfinale konkursu jako siedemnasta w kolejności i z szóstego miejsca zakwalifikowała się do finału, rozgrywanego 26 maja. Zajęła w nim osiemnaste miejsce z 55 punktami na koncie.
W lipcu 2013 wydała swój debiutancki album studyjny, zatytułowany Krive riječi, który nagrała w Zagrzebiu i Sarajewie.

## Filantropia

### Działalność charytatywna
W 2010 założyła projekt „Moj je život moja pjesma”, mający zachęcić kobiety do profilaktyki raka szyjki macicy. Akcja promowana była przez tytułowy utwór, który został nagrany przez piosenkarkę we współpracy z Niną Badrić, Karoliną Goczewą i Aleksandrą Radović.
W 2011 otrzymała za działalność społeczną „Złotą Tablicę do Ludzi Wielkiego Serca” przyznawaną przez Międzynarodową Ligę Humanistów. W lutym 2014 odebrała nagrodę od Europejskiego Stowarzyszenia Raka Szyjki Macicy.

## Życie prywatne
W 1997 poznała producenta muzycznego Mahira Sarihodžicia, z którym założyła własne studio nagraniowe Long Play Studio. W 2008 para wzięła ślub.

## Dyskografia

### Albumy studyjne
- Krive riječi (2013)